# Slatina (Ub)
Slatina (Servisch cyrillisch Слатина) is een plaats in de Servische gemeente Ub. De plaats telt 413 inwoners (2002).